# コーネリアン湾

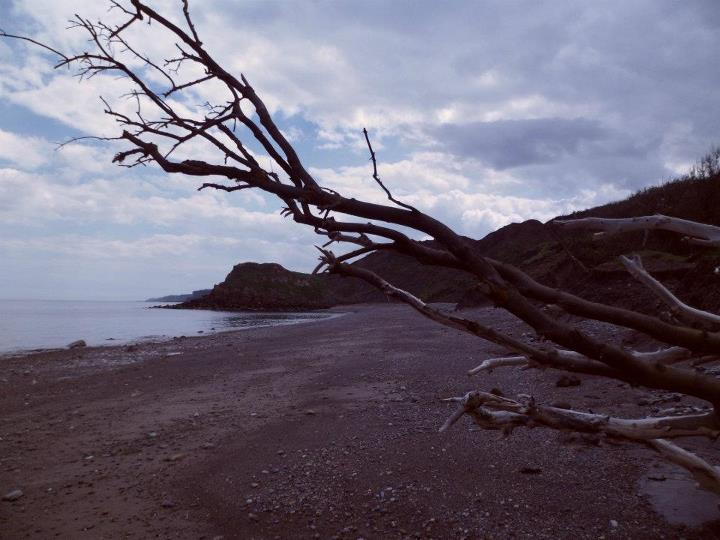
コーネリアン湾、ナイプ・ポイントを望む

コーネリアン湾は、イギリス、スカーブラ付近にある北海に面した湾。ケイトン・ベイのすぐ北、ホワイト・ナブとナイプ・ポイントという二つの岬の間に位置している。第二次世界大戦時のトーチカが二つ存在している。
湾の名称は、沿岸で発見されるカーネリアンに由来する。
この近辺はOxfordian階とその下層のCallovian階の境界部が露出しているイギリスでは数少ない地域であり、層序学的な研究対象となりうる。